# Marc Schnyder
Marc Schnyder (Ginevra, 25 settembre 1952) è un ex calciatore svizzero, di ruolo centrocampista.

## Carriera

### Nazionale
Ha collezionato sedici presenze con la propria Nazionale.